# Liste der Monuments historiques in Orve
Die Liste der Monuments historiques in Orve führt die Monuments historiques in der französischen Gemeinde Orve auf.

## Liste der Immobilien
| Bezeichnung  | Beschreibung                                                                     | Standort            | Kennzeichnung | Schutzstatus | Datum | Bild |
| ------------ | -------------------------------------------------------------------------------- | ------------------- | ------------- | ------------ | ----- | ---- |
| Maison Beley | aus der zweiten Hälfte des 16. Jahrhunderts; mit Innenausstattung und Taubenturm | 7 Grande Rue (Lage) | PA25000057    | Inscrit      | 2007  |      |